# Oxford (Misisipi)
Oxford es una ciudad del Condado de Lafayette, Misisipi, Estados Unidos. Según el censo de 2000 tenía una población de 11.756 habitantes y una densidad de población de 455.3 hab/km². Oxford es la sede de la Universidad de Misisipi.

## Demografía
Según el censo de 2000, había 11.756 personas, 5.327 hogares y 2.109 familias residiendo en la localidad. La densidad de población era de 455,3 hab./km². Había 6.137 viviendas con una densidad media de 237,7 viviendas/km². El 75,01% de los habitantes eran blancos, el 20,95% afroamericanos, el 0,12% amerindios, el 2,68% asiáticos, el 0,02% isleños del Pacífico, el 0,36% de otras razas y el 0,87% pertenecía a dos o más razas. El 1,04% de la población eran hispanos o latinos de cualquier raza.
Según el censo, de los 5.327 hogares en el 17,5% había menores de 18 años, el 26,9% pertenecía a parejas casadas, el 10,1% tenía a una mujer como cabeza de familia, y el 60,4% no eran familias. El 37,9% de los hogares estaba compuesto por un único individuo, y el 8,2% pertenecía a alguien mayor de 65 años viviendo solo. El tamaño promedio de los hogares era de 2,05 personas y el de las familias de 2,78.
La población estaba distribuida en un 14,9% de habitantes menores de 18 años, un 31,6% entre 18 y 24 años, un 27,0% de 25 a 44, un 13,5% de 45 a 64, y un 13,0% de 65 años o mayores. La media de edad era 26 años. Por cada 100 mujeres había 100,6 hombres. Por cada 100 mujeres de 18 años o más, había 100,0 hombres.
Los ingresos medios por hogar en la localidad eran de 20.526 dólares ($), y los ingresos medios por familia eran 45.700 $. Los hombres tenían unos ingresos medios de 33.750 $ frente a los 22.284 $ para las mujeres. La renta per cápita para la ciudad era de 18.672 $. El 31,1% de la población y el 11,6% de las familias estaban por debajo del umbral de pobreza. El 12,7% de los menores de 18 años y el 14,8% de los habitantes de 65 años o más vivían por debajo del umbral de pobreza.

## Geografía
Según la Oficina del Censo de los Estados Unidos, la localidad tiene un área total de 25,8 km², todos ellos correspondientes a tierra firme.